# Réquiem por Granada
Réquiem por Granada va ser una sèrie de televisió de 1990 coproduïda per Espanya e Itàlia (Televisió Espanyola - RAI), ASPA, Midega Films i Taurus de vuit episodis de durada. Va ser dirigida pel director valencià Vicente Escrivá i entre els seus protagonistes van destacar Horst Buchholz, Manuel Bandera, Olegar Fedoro i Delia Boccardo. El guió va ser obra del mateix Vicente Escrivá en col·laboració amb Manolo Matji.
La sèrie va ser una de les produccions més ambicioses de la televisió pública espanyola d'aleshores.

## Argument
En un campament beduí, i a través d'un analepsi, Mohàmed XII (Boabdil per als cristians) últim rei del regne nassarita de Granada compte des de la seva infància fins a la derrota pels Reis Catòlics. A través de personatges com Elisabet de Solís, el seu avi Ismai´l, el seu oncle El Zagal o, abans de res, el seu pare Mulei Hacen explica com va perdre l'últim reducte musulmà a Al-Àndalus enfront de la puixant cultura cristiana que en el mateix any (1492) anava a començar la conquesta del continent americà.

## Repartiment
El repartiment de la sèrie estava format per:
- Horst Buchholz com a Muley Hacen
- Delia Boccardo com a Fàtima
- Manuel Bandera com a Boabdil
- Gioia Scola com a Elisabet de Solís
- Javier Escrivá com a Ismail
- Marita Marschall com a Isabel la Catòlica
- Pedro Díez del Corral com a Ferran el Catòlic
- Olegar Fedorov com a El Zagal
- Juanjo Puigcorbé com a Cristòfor Colom
- Esperanza Campuzano com a Moraima
- Daniel Martín com a Fernandarias
- Germán Cobos com a Abul Kazim
- Javier Loyola com a Ali AtharAbul Kazim
- Lucas Martín: Boabdil de jove
- Julio Gavilanes
- Iñaki Aierra
- Juan Jesús Valverde
- Eduardo MacGregor

## Episodis
La minisèrie constava de 8 episodis amb una durada de 52 minuts. L'emissió a TVE1 va començar el 9 d'octubre de 1991, i l'episodi final es va programar per al 27 de novembre de 1991.
1. "El Jardín de Alá"
2. "La cautiva"
3. "Estrella de la mañana"
4. "Corona de sangre"
5. "El cerco"
6. "Episodi 6"
7. "Episodi 7"
8. "Episodi 8"

## Producció
Réquiem por Granada va ser una coproducció d'Aspa Films, Midega Films, TVE, RAI 1 i Taurus Film i va comptar amb un pressupost de 1.500 milions de pessetes. La sèrie va ser dirigida per Vicente Escrivá, mentre que la partitura va ser composta per Antón García Abril. El guió va ser escrit per Escrivá juntament amb Manuel Matji. El rodatge, que va començar el 12 de febrer de 1990 a Sierra Nevada, va estar ple de problemes. Els llocs de rodatge inclouen l'Alhambra, la Mesquita de Còrdova i l'Alcàsser de Sevilla, així com Fes, al Marroc.